# حبوش صالح
حبوش صالح (انگلیسی: Haboush Saleh؛ زادهٔ ۱۳ ژوئیهٔ ۱۹۸۹) یک بازیکن فوتبال اهل امارات متحده عربی است.
وی همچنین در تیم ملی فوتبال امارات متحده عربی بازی کرده‌است.